# John Tréllez
John Jairo Tréllez Valencia (Turbo, 29 aprile 1968) è un ex calciatore colombiano, di ruolo attaccante.

## Caratteristiche tecniche
Grazie alla sua costituzione fisica (193 cm), è riuscito a segnare molti gol, diventando il secondo miglior marcatore della storia dell'Atlético Nacional con 116 reti e capocannoniere del campionato colombiano nel 1992 con 25 reti.

## Carriera

### Club
Nato a Turbo, nel Dipartimento di Antioquia, iniziò a giocare nell'Atlético Nacional di Medellín nel 1985, segnando al debutto contro il Cúcuta Deportivo. Ha segnato 14 reti in totale nei vari derby contro l'Independiente Medellín, e nel 1992 divenne il primo calciatore colombiano a diventare capocannoniere del campionato con la maglia dell'Atlético Nacional. Nel 1994 passò Boca Juniors, in Argentina, dove segnò 3 gol in 16 partite. Sempre all'estero, giocò per Zurigo, Al-Hilal e Dallas Burn. È il padre del calciatore Santiago Tréllez.

## Palmarès

### Club

#### Competizioni nazionali
- Campionato colombiano: 1

Atlético Nacional: 1991

#### Competizioni internazionali
- Coppa Libertadores: 1

Atlético Nacional: 1989

### Individuale
- Capocannoniere del campionato colombiano di calcio: 1

1992 (25 gol)